# Holy Cross College
Le Holy Cross College, ou Holy Cross Seminary (séminaire Sainte-Croix) est le séminaire national catholique de Nouvelle-Zélande pour la formation des candidats au sacerdoce du pays. Il a ouvert en 1900 à Mosgiel, puis a déménagé à Auckland en 1997.

## Histoire

### Débuts
À la fin du XIXe siècle, la Nouvelle-Zélande n'avait pas encore de séminaire pour les 90 000 catholiques de la colonie de la Couronne britannique qui constituaient 14% de sa population. Pourtant le premier évêque d'Auckland, le Français Jean-Baptiste Pompallier S.M. (1802-1871), avait bien ouvert en 1850 un séminaire à Auckland, le St Mary's Seminary, qui forma vingt-quatre prêtres en presque deux décennies, mais il dut fermer en 1869 à cause de problèmes financiers.
Plusieurs évêques évoquent la nécessité d'en fonder un nouveau, d'autant plus qu'en 1887, Wellington est érigé en siège métropolitain. Les évêques néo-zélandais envoient donc entre-temps leurs candidats en Australie, particulièrement au séminaire Saint-Patrick de Manly, dont le deuxième évêque de Dunedin, Mgr Michael Verdon (1896-1918) avait été recteur. Ce dernier se plaint en 1896 auprès de son successeur à Manly que l'un de ses candidats « parmi les plus prometteurs », James Liston (futur évêque d'Auckland), ait été obligé de rentrer de Manly à cause de problèmes de santé et qu'il ait dû être envoyé poursuivre ses études à Dublin. Mgr Verdon va donc mener campagne pour la fondation d'un séminaire en Nouvelle-Zélande. Il achète le 12 avril 1899 une maison à Mosgiel (dans les environs de Dunedin), construite en 1878 et comprenant un terrain de 11 acres. Il réunit au début une équipe enseignante de prêtres diocésains et l'établissement ouvre le 3 mai 1900 (fête de la Sainte Croix) avec onze étudiants.
La première ordination à la chapelle du séminaire a lieu en 1902 avec l'ordination diaconale de Patrick O'Neill, et six premiers prêtres sont ordonnés en 1909. Pendant les cinquante ans à venir l'éducation est quasi-monastique et tout est fait pour renforcer les vertus et l'instruction des étudiants dans un isolement des dangers du monde. Telle était la conception de l'époque. De nouveaux bâtiments s'élèvent au fil des décennies. En 1934, les lazaristes prennent en mains l'enseignement, plus ouvert vers la mission et l'enseignement pratique. Une nouvelle chapelle est construite en 1963. En 1947, les jésuites ouvrent un petit séminaire (Holy Cross Seminary) à Christchurch pour préparer l'entrée au séminaire de Mosgiel, puis ils y prennent la responsabilité de la première année de philosophie à partir de 1954.

### Après Vatican II
Après le concile Vatican II et l'encyclique Gaudium et spes, un vent de changement souffle dans toute l'Église et le Holy Cross College n'y échappe pas. Celui-ci collabore désormais avec l'université d'Otago pour la théologie et des cours de pastorale sont introduits.
Les lazaristes quittent l'établissement en 1989 après plus d'un demi-siècle de présence. De 1900 à 1997, ce sont 1.302 étudiants qui y ont été formés, dont 648 sont devenus prêtres. 

## Auckland
Dans les années 1980, la crise de l'Église frappe avec retard la Nouvelle-Zélande, ce qui provoque une baisse brutale des entrées au séminaire. De plus l'île du Nord offre plus de dynamisme démographique et économique. Aussi les évêques décident-ils du transfert du séminaire vers Auckland, prenant aussi comme prétexte l'évangélisation des Maoris, plus nombreux au nord du pays. Le déménagement s'effectue en 1998 dans le faubourg de Ponsonby.
Les cours ont lieu en majorité au Good Shepherd College à proximité, tandis que la formation humaine, spirituelle et pastorale a lieu au Holy Cross College où les étudiants résident. L'équipe enseignante est constituée de prêtres diocésains et de Pères maristes, auxquels s'ajoutent quelques membres d'autres congrégations.
Le programme est étalé sur six ans et demi. La première année est une année de discernement. De la deuxième année à la quatrième année, l'étudiant prépare un baccalauréat de théologie au Good Shepherd College. Les matières enseignées sont la théologie, l'Écriture sainte, l'éthique, l'histoire de l'Église, la liturgie, l'homélitique, la philosophie, la spiritualité, la christologie, l'ecclésiologie, le droit canon, la psychologie et le ministère pastoral.
La cinquième année se passe en dehors du séminaire dans le diocèse d'origine du séminariste qui se consacre à des tâches pastorales au sein d'une paroisse désignée par l'évêque. Ce stage sur le terrain est fondamental. Le stagiaire prépare les fidèles aux sacrements (enfants ou adultes), il participe à des œuvres sociales.
Les derniers dix-huit mois sont consacrés à l'approfondissement des études, à la formation à l'administration de certains sacrements. En général, le candidat est ordonné diacre à la fin de la sixième année. S'il y a accord de l'évêque, le candidat est ordonné au sacerdoce six mois plus tard.
Au début de l'année 2017, il y avait vingt-six hommes se préparant à la prêtrise au Holy Cross College.

## Quelques anciens élèves
- Denis Browne (1937)
- Reginald Delargey (1914-1979)
- John Dew (1948)
- Charles Drennan (1960)
- Patrick Dunn (1950)
- Stephen Lowe (1962)
- Peter McKeefry (1899-1973)
- Thomas Stafford Williams (1930)